# 小口黑鲈
小口黑鲈（学名：Micropterus dolomieu）是輻鰭魚綱鲈形目鱸亞目太阳鱼科的一种淡水鱼，为黑鲈属模式种。它是整个北美洲的温带地区的一种受欢迎的钓鱼对象，如今其分布地区已经扩大到美国和加拿大的许多冷水河流和湖泊。小口黑鲈是密西西比河盆地上游和中游、圣劳伦斯河-五大湖区域，哈德逊湾盆地的原生物种。

## 描述
小口黑鲈是通常为褐色，眼睛红色，侧面为深褐色色垂直条纹。背鳍有13至15日根软条。小口黑鲈的上颌延伸到眼睛中间。
雄性一般比雌性小。雄性通常为两磅左右，而雌性的范围可以达到3至6磅。根据生活区域不同，它们的平均大小有所不同。在美国水域生长的往往个头较大，这是由于其夏季较长，使他们的生长期较长。
它们的栖息地对于其颜色、重量和形状起到了显著作用。生活在深色河水里的小口黑鲈的形状为鱼雷形，颜色为深褐色，喂养更有效率。然而，生活在湖畔的小口黑鲈形状为椭圆形，颜色往往是浅黄色，适应其所在的沙子环境，利于隐蔽。